# Mariusz Stec
Mariusz Stec (ur. 5 kwietnia 1980 w Urzędowie) – polski kierowca rajdowy, rallycrossowy i wyścigów górskich.

## Życiorys
Stec urodził się w 1980 roku. Jest synem Wiesława oraz bratankiem Zbigniewa.
W 1998 roku rozpoczął starty w KJS na Daewoo Tico i Oplu Mancie. W 1999 roku zadebiutował Oplem Mantą w Rallycrossowych Mistrzostwach Polski. Po trzech startach przesiadł się do Mitsubishi Galanta a później do Lancera EVO III. a następnie, w sezonie 2001 do Lancera EVO VI. W 2000 roku w Mistrzostwach Polski zajął trzecie miejsce w klasie 4, a w 2001. miejsce 4. W 2000 zadebiutował także w Górskich Samochodowych Mistrzostwach Polski (GSMP). W 2001 roku wygrał grupę N i zajął trzecie miejsce w klasyfikacji generalnej Górskich Samochodowych Mistrzostw Polski. Również w 2001 roku zadebiutował w Rajdowych Samochodowych Mistrzostwach Polski (RSMP), zajmując dziesiąte miejsce w Rajdzie Elmot. W 2002 roku zajął dziewiąte miejsce w klasyfikacji generalnej (piąte w grupie N) RSMP, natomiast w klasyfikacji generalnej GSMP był czwarty. W roku 2003 w RSMP był siódmy (piąty w gr.), natomiast w klasyfikacji GSMP był drugi.
W 2004 roku zdobył pierwszy tytuł mistrzowski GSMP, a osiągnięcie to powtórzył rok później. W latach 2006–2007 w mistrzostwach tych zajął drugie miejsce, a w latach 2009–2011 ponownie został mistrzem GSMP.